# Mario Álvarez (Tischtennisspieler)
Mario Álvarez (* 5. August 1960) ist ein Tischtennisspieler aus der Dominikanischen Republik. Er nahm an den Olympischen Spielen 1988 teil.

## Werdegang
Im Jahr 1982 gewann Mario Álvarez bei den Zentralamerika- und Karibikspielen Gold im Einzel, 1986 sogar Gold im Einzel, Doppel und mit der Mannschaft. 1993 siegte er wieder im Einzel und Doppel. Er nahm am Einzel- und Doppelwettbewerb der Olympischen Spiele 1988 in Seoul teil. Im Einzel gewann er ein Spiel und verlor sechs, womit er auf Platz 49 landete. Im Doppel gelang ihm mit Raymundo Fermín ebenfalls ein Sieg, nach sechs Niederlagen reichte es zu Platz 25.

## Spielergebnisse
- Olympische Spiele 1988 Einzel[2]
  - Siege: Mourad Sta (Tunesien)
  - Niederlagen: Leszek Kucharski (Polen), Jindřich Panský (Tschechoslowakei), Carl Prean (Großbritannien), Vong Lu Veng (Hongkong), Joe Ng (Kanada), Yoo Nam-kyu (Südkorea)
- Olympische Spiele 1988 Doppel mit Raymundo Fermín[3]
  - Siege: Barry Griffiths/Peter Jackson (Neuseeland)
  - Niederlagen: Kim Ki-taik/Kim Wan (Südkorea), Desmond Douglas/Sky Andrew (Großbritannien), Chih Chin-long/Chih Chin-shui (Taiwan), Ding Yi/Gottfried Bär (Österreich), Georg Böhm/Jürgen Rebel (Bundesrepublik Deutschland), Jan-Ove Waldner/Mikael Appelgren (Schweden)

## Turnierergebnisse
| Veranstaltung               | Jahr | Ort             | Einzel         | Doppel         | Mixed     | Team |
| --------------------------- | ---- | --------------- | -------------- | -------------- | --------- | ---- |
| Latin American Championship | 1980 | Rio de Janeiro  | 5              | Runn-up        |           |      |
| Latin American Championship | 1990 | Sancti Spiritus |                | SF             |           |      |
| Latin American Championship | 1994 | Sancti Spiritus | SF             |                |           |      |
| Olympic Games               | 1988 | Seoul           | Lost 1st stage | Lost 1st stage |           |      |
| PAN-American Games          | 1979 | San Juan        | Runn-up        | Runn-up        |           | 1    |
| PAN-American Games          | 1983 | Caracas         | SF             |                |           |      |
| PAN-American Games          | 1987 | Indianapolis    |                | SF             |           |      |
| World Cup                   | 1983 | Barbados        | 15             |                |           |      |
| World Cup                   | 1984 | Kuala Lumpur    | 11             |                |           |      |
| World Championship          | 1981 | Novi Sad        | Qual           | Qual           | Qual      | 45   |
| World Championship          | 1983 | Tokyo           | Rd of 128      | Qual           | Scratched | 39   |